# Лема про уникнення простих ідеалів
У комутативній алгебрі лема про уникнення простих ідеалів стверджує: 
Нехай R — комутативне кільце і I — ідеал у кільці R, який є підмножиною об'єднання скінченної кількості простих ідеалів P1, … , Pn. Тоді I міститься у деякому із простих ідеалів Pi.
Існує також версія для градуйованих кілець:
Нехай B — комутативне градуйоване кільце з одиницею. Нехай P1, … , Pn є простими ідеалами кільця B і I є однорідним ідеалом у B породженим елементами додатного порядку. Припустимо кожен однорідний елемент ідеалу I належить об'єднанню ідеалів Pi. Тоді I є підмножиною одного із ідеалів Pi.
Лема найчастіше використовується у такому виді: якщо ідеал I не є підмножиною жодного простого ідеалу Pi, то існує елемент у I, що не належить жодному із Pi. 
В алгебричній геометрії, внаслідок леми, якщо у афінній схемі SpecR є задано скінченна кількість точок, що не належать замкнутій множині V(I), тоді ці точки також не належать деякій замкнутій множині V(f), що містить V(I). З версії для градуйованих кілець випливає, що у проективному многовиді кожна скінченна множина точок належить деякій відкритій афінній підмножині. 

## Доведення
Доведення здійснюється індукцією по кількості простих ідеалів n. Для n = 1, твердження є тривіальним. Припустимо, що лема є доведеною для n – 1 (n > 1) і ідеал I не міститься у жодному Pi. Згідно припущення індукції для всіх k ≤ n існує елемент xk ідеалу I який не належить об'єднанню Pi  для i ≠ k. Тоді для всіх k також {\displaystyle x_{k}\in P_{k}} (в іншому випадку I не буде підмножиною об'єднання всіх простих ідеалів). Розглянемо елемент x = xn + x1x2…xn–1 ідеалу I. Тоді xn ∈ Pn і x1x2…xn–1 ∉ Pn (оскільки Pn є простим ідеалом) тому x ∉ Pn. Також для всіх k < n, xn ∉ Pk і x1x2…xn–1 ∈ Pk, тож x ∉ Pk. Тому, x не є елементом жодного Pi, що завершує доведення.

## Приклад
Загалом твердження леми буде невірним, якщо замість простих ідеалів взяти довільні. 
Нехай {\displaystyle R={\mathbb {Z} }[X,Y]} і розглянемо ідеали {\displaystyle I=2R+XR+YR} і {\displaystyle J_{1}=2R+X^{2}R+YR,\quad J_{2}=2R+XR+Y^{2}R,\quad J_{3}=2R+(X+Y)R+X^{2}R+Y^{2}R+XYR.} 
Тоді I міститься у об'єднанні Ji (це можна перевірити у факторкільці {\displaystyle R/(2R+X^{2}R+Y^{2}R+XYR)} яке є локальним кільцем із 4 елементами), але I не міститься у жодному Ji. 
Проте якщо R містить нескінченне поле, чи є кільцем головних ідеалів, то Pi можуть бути довільними ідеалами. 